# SL4A
SL4A es la abreviatura de "Scripting Layer for Android", esto es, una capa de software para utilizar scripts en Android. Anteriormente se denominaba "Android Scripting Environment" (ASE). Es una librería 
que permite la creación y ejecución de scripts, escritos en distintos lenguajes, en dispositivos Android.
Estos scripts tienen acceso a muchas de las APIs (interfaces de programación de aplicaciones) disponibles en los programas Android desarrollados normalmente en Java, pero con una interfaz simplificada. Los scripts pueden ejecutarse en un terminal, o como servicio utilizando la arquitectura 
de servicios en Android. Los lenguajes soportados en la actualidad son:
- Python utilizando CPython
- Perl
- Ruby utilizando JRuby
- Lua
- BeanShell
- JavaScript utilizando Rhino
- Tcl
- Rexx utilizando BRexx

El primer anuncio de SL4A por Google fue en junio de 2009, con 
el nombre de "Android Scripting Environment" (ASE). En su origen fue 
desarrollado por Damon Kohler, y ha ido creciendo por medio de las 
contribuciones de muchos desarrolladores.